# 似提姆龍屬
似提姆龍屬（屬名：Timimus）是種虛骨龍類獸腳亞目恐龍，可能屬於似鳥龍下目。似提姆龍的屬名是以化石發現者提姆·富蘭納瑞（Tim Flannery）為名。似提姆龍生存於早白堊紀的阿爾比階，約1億600萬年前。似提姆龍的化石發現於澳洲東南部的恐龍灣。

## 發現與種
在1991年，澳洲東南部的恐龍灣發現兩個股骨，分別來自於成年與未成年個體，而這兩塊骨頭發現時相距不到1公尺。
模式種是赫氏似提姆龍（T. hermani），是由托馬斯·里奇（Thomas Rich）博士與帕特·里奇（Patricia Vickers-Rich）夫婦在1993年到1994年正式敘述、命名。屬名意為「Tim的模仿者」，同時以他們的兒子Timothy Rich、澳洲古生物學家提姆·富蘭納瑞（Tim Flannery）為名，「mimus」則是似鳥龍下目的常見字根；種名則是以贊助恐龍灣挖掘計畫的John Herman為名。
正模標本（編號NMV P186303）是其中的成年個體左股骨，屬於Eumeralla組地層，地質年代約1億600萬年前，相當於白堊紀早期的阿爾比階。副模標本（編號NMV P186323）是其中的位成年個體股骨目前也發現了一些歸類於似提姆龍的脊椎骨，發現於相同地點。
在1994年，托馬斯·里奇博士宣稱因為該地區的露出化石有限，不太可能發現更進一步的似提姆龍化石，目前所發現的正模標本已經是最完整的化石。而正模標本的特徵足以被鑑定為屬於似鳥龍下目，而且是這個演化支的新屬。因此這個新屬成為科學文獻裡的一個參考點。

## 敘述

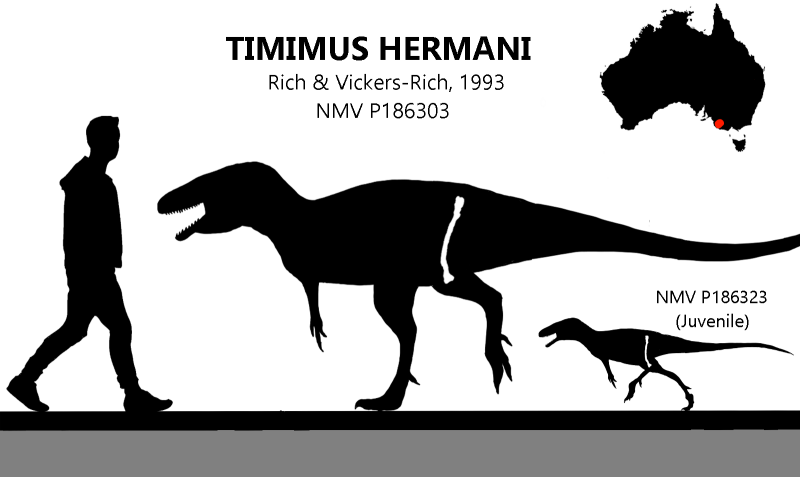
重建為暴龍超科的似提姆龍骨骼重建圖

正模標本的股骨長44公分，根據估計，該成年個體身長約2.5公尺。副模標本的股骨長19.5公分。似提姆龍的修長骨頭顯示牠們的輕盈的動物。這些股骨有些可鑑定特徵，股骨末端髁部沒有伸肌溝，這是種基礎似鳥龍類的特徵。股骨頭的頂部平坦。股骨的前粗隆部的位置高，相當於大粗隆部的位置。

## 種系發生學
在1994年，里奇夫婦將似提姆龍歸類於似鳥龍下目的似鳥龍科。在南半球很少發現似鳥龍類的化石。似提姆龍的發現，代表似鳥龍類可能曾存活在南方各大陸，甚至起源於南方各大陸。同年，湯瑪斯·荷茲（Thomas Holtz）則執疑似提姆龍並不屬於似鳥龍類。目前的普遍看法是，似提姆龍缺乏跟似鳥龍類的共有衍徵（Synapomorphies），因此缺乏牠們屬於似鳥龍類的證據。似提姆龍可能屬於某個虛骨龍類演化支。某些研究人員認為似提姆龍是疑名。一個2012年研究提出似提姆龍屬於暴龍超科。

## 古生物學
在白堊紀早期，澳洲接近南極圈，會有永晝、永夜的現象。在1996年，化石細微結構專家金薩米·杜藍（Anusuya Chinsamy-Turan），檢驗似提姆龍與雷利諾龍的化石，發現牠們擁有不同的骨頭組織。稜齒龍類的雷利諾龍有連續速率的骨頭沉澱物，而似鳥龍類的似提姆龍擁有週期性的骨頭結構樣式，這顯示似提姆龍可能在較冷季節有冬眠行為。近年在維多利亞州東南部Inverloch鎮發現一個化石，來自於第三腳趾的第一節趾骨，底部有凹陷性骨折現象，這骨頭可能屬於似提姆龍、或是其近親。